# Нгума-монене
Нгума-монене (енгл. Nguma-monene) је криптид који наводно живи на подручју око ријеке Донгоу-Матаба (притоке ријеке Убанги) у џунглама и мочварама Републике Конго.

## Опис криптида
Описи овог бића су различити јер становници овог подручја често овај назив користи и за друга непозната бића. Описи овог бића су:
- Опис у коме је налик на великог гуштера;
- Опис у коме је налик на велику змију;
- Опис у коме је налик на Тероподског диносаура;
- Опис у коме је налик на Диметродона;
- Опис у коме је налик на диносаура из групе Стегосаурида;
- Опис у коме је налик на морског гмизавца из групе Мозасаура;
- Опис у коме је налик на диносаура из групе Сауропода;

### Опис налик великом гуштеру
Нгума-монене се иначе описује као огромни водоземни гуштеролики створ дуг између 9 и 15 метара који живи у џунглама Републике Конго.

### Опис налик великој змији
У овом случају назив Нгума-монене се користи за криптида који по опису изгледа као о громни питон. Наводи се да ово биће убија воденкоње. Понекад је овај криптид знан још као:
- Нгакоула-нгоу (енгл. Ngakoula-ngou),
- Диба,
- Сонго (енгл. Songo),
- Моуроу-нгоу (енгл. Mourou-ngou).

### Опис налик Тероподском диносауру
Описује се као Тероподски диносаур налик на Спиносауруса. На леђима има велику "кријесту" ("перају"), дуг реп, крљуштаву кожу, оштре зубе и хода на двије ноге. (опис сличан криптиду Чудовишту из Велике расједне долине). Биће је водоземни месождер.

### Опис налик Диметродону
Описује се као гмизавац налик на Диметродона. На леђима има велику "кријесту" ("перају"), дуг реп, крљуштаву кожу, оштре зубе и хода на четири ноге (опис сличан криптиду Чудовишту из Велике расједне долине). Биће је водоземни месождер.

### Опис налик диносауру из групе Стегосаурида
Описује се као диносаур из групе Стегосаурида. На леђима има два реда коштани плоча (опис сличан криптидима: Мбијелу-Мбијелу-Мбијелу и Мухуру). Биће је водоземни биљојед.

### Опис налик на морског гмизавца из групе Мозасаура
Описује се као морски змизавац из групе Мозасаура. Ово биће има издужено (змијолико) тјело са четири пераје, главом сличној крокодилу и змиским језиком.

### Опис налик на диносаура из групе Сауропода
Описује се као диносаур из групе Сауропода (опис сличан криптиду Мокеле-Мбембе). Ово биће је територијални водоземни биљојед. Има врат дуг 8 метара и два реда коштани плоча низ леђа. Овај криптид је знан још као Бадигуи (енгл. Badigui).

## Хронологија сусрета са овим бићем и виђења
- 1928. се наводно десило виђење великог змијоликог створења на подручју Убанги-Шариа. Овај извјештај је записао Ликоуалски инспектор Луциена Бланко.[2] Према извјештају ово биће је убило воденкоња на ријеци Броучоучоу без икаквих нанeсени рана, уништилo поље маниоке и оставилo дугачки траг широк 1 до 1,5 метра;
- 1932. на подручју Боузума и 1934. на подручју Убанги-Шариа се наводно десило виђење великог змијоликог створења;
- У извјештају из 1934. се наводи да је један старији човјек дошао да посјети Ликоуалског инспектора Луциена Бланкоа и да му је он испричао све о свом навоном сусрету са непознатим бићем. Он је наводно 1890. године, док је пецао рибу на ријеци Киби (Бакала дистрикт, Централноафричка Република) угледао Бадигуиа како једе лишће са крошње "роро" дрвета. Тјело овог бића се није видјело због густе вегетације, али зато се могао видјети дуг врат, дебел као људско бедро који је био свјетлије обојен са доње стране;
- 1945. у близини града Нделе су наводно виђени трагови непознате животиње;
- 1958. Бернард Хувелманс је у својој књизи "На трагу непознати животиња" ("On the Track of Unknown Animals") је забиљежио виђење великог гуштероликог бића;
- 1961. године у близини Донгу-Матаба, притоке рјеке Убанги је наводно први пут виђено велико гуштеролико биће (знано из прича локални њуди као Нгума-монене);
- На овом истом мјесту 1971. године Јозеф Елис, свештеник у локалном селу, је наводно угледао створење са репом дугим око 10 метара и пречника између 0,5 и 1 метра. Није могао видјети јасно главу ни врат створења јер је био удаљен од створења на 60 метара. Боја створења била је сивкасто-смеђа. Када се вратио натраг у село, схватио је да су приче о овом створењу табу тема;
- Рој П. Макал, биолог са Универзитета у Чикагу је за вријеме своји експедиција (1980. и 1981) у Линкоуала мочварама (Република Конго) прикупио сва свједочанства о Нгума-моненеу.[3] Он је закључи да је биће, по опису Јозефа Елиса, налик на великог гуштера са два реда троугласто-ромбоидни плочица на леђима (овај опис је посјећао Макала на криптида Мбијелу-Мбијелу-Мбијелу). Такође Макал је навео и да је ово биће тромо и да се креће споро.